# Elias Ntaganda
Elias Ntaganda, né le 1er janvier 1979 à Kinshasa au Zaïre, est un footballeur international rwandais au poste de défenseur. 
Il joue actuellement pour le club rwandais de l'Etincelles FC.

## Biographie

### Carrière de joueur
Elias Ntaganda joue principalement en faveur deux équipes rwandaises de l'APR FC et l'Etincelles FC. 

### Équipe nationale
Elias Ntaganda est convoqué pour la première fois en 2000, et représente son pays lors de la Coupe d'Afrique des nations 2004.

## Palmarès
- Avec l'APR FC : 
  - Champion du Rwanda en 1999, 2000, 2001, 2003, 2005, 2006, 2007, 2009, 2010 et 2011
  - Vainqueur de la Coupe du Rwanda en 2002, 2006, 2007, 2008, 2010 et 2011
  - Vainqueur de la Coupe Kagame inter-club en 2004, 2007 et 2010